# والندورف (لوپ)
والندورف (به آلمانی: Wallendorf) یک منطقهٔ مسکونی در آلمان است که در شکوپاو واقع شده‌است. والندورف  ۷۹۳ نفر جمعیت دارد.